# Valencia Club de Fútbol 2019-2020
Questa voce raccoglie le informazioni riguardanti il Valencia Club de Fútbol nelle competizioni ufficiali della stagione 2019-2020.

## Maglie e sponsor
| Casa | Trasferta | Terza divisa |

Sponsor ufficiale: Bwin
Fornitore tecnico: Puma

## Rosa
In corsivo i calciatori ceduti durante la stagione
| N. |                               | Ruolo | Calciatore                     |
| -- | ----------------------------- | ----- | ------------------------------ |
| 1  | Spagna (bandiera)             | P     | Jaume Doménech (vice capitano) |
| 2  | Portogallo (bandiera)         | A     | Thierry Correia                |
| 3  | Spagna (bandiera)             | D     | Jaume Costa                    |
| 4  | Francia (bandiera)            | D     | Eliaquim Mangala               |
| 5  | Brasile (bandiera)            | D     | Gabriel Paulista               |
| 6  | Rep. Centrafricana (bandiera) | C     | Geoffrey Kondogbia             |
| 7  | Portogallo (bandiera)         | C     | Gonçalo Guedes                 |
| 8  | Spagna (bandiera)             | C     | Carlos Soler                   |
| 9  | Francia (bandiera)            | A     | Kévin Gameiro                  |
| 10 | Spagna (bandiera)             | C     | Dani Parejo (capitano)         |
| 11 | Russia (bandiera)             | C     | Denis Cheryshev                |
| 12 | Francia (bandiera)            | D     | Mouctar Diakhaby               |
| 13 | Paesi Bassi (bandiera)        | P     | Jasper Cillessen               |
| 14 | Spagna (bandiera)             | D     | José Gayà                      |

| N. |                          | Ruolo | Calciatore          |
| -- | ------------------------ | ----- | ------------------- |
| 15 | Spagna (bandiera)        | A     | Manu Vallejo        |
| 16 | Corea del Sud (bandiera) | C     | Lee Kang-in         |
| 17 | Francia (bandiera)       | C     | Francis Coquelin    |
| 18 | Danimarca (bandiera)     | C     | Daniel Wass         |
| 19 | Spagna (bandiera)        | A     | Rodrigo             |
| 20 | Spagna (bandiera)        | A     | Ferrán Torres       |
| 21 | Italia (bandiera)        | D     | Cristiano Piccini   |
| 22 | Uruguay (bandiera)       | A     | Maxi Gómez          |
| 23 | Spagna (bandiera)        | A     | Rubén Sobrino       |
| 24 | Argentina (bandiera)     | D     | Ezequiel Garay      |
| 25 | Italia (bandiera)        | D     | Alessandro Florenzi |
| 31 | Spagna (bandiera)        | D     | Adrià Guerrero      |
| 33 | Spagna (bandiera)        | C     | Hugo Guillamón      |
| 34 | Spagna (bandiera)        | C     | Vicente Esquerdo    |

## Risultati

### UEFA Champions League

#### Fase a gironi
| Arbitro: | Cüneyt Çakır |

|  |           |             |
|  | Marcatori | 74’ Rodrigo |

| Arbitro: | Daniele Orsato |

|  |           |                                      |
|  | Marcatori | 8’ Ziyech 34’ Promes 67’ van de Beek |

| Arbitro: | Deniz Aytekin |

|             |           |               |
| Ikoné 90+5’ | Marcatori | 63’ Cheryshev |

| Arbitro: | Sergej Karasëv |

|                                                                |           |             |
| Parejo 66’ (rig.) Soumaoro 82’ (aut.) Kondogbia 84’ Torres 90’ | Marcatori | 25’ Osimhen |

| Arbitro: | Felix Zwayer |

|                    |           |                         |
| Soler 40’ Wass 82’ | Marcatori | 41’ Kovačić 50’ Pulisic |

| Arbitro: | Clément Turpin |

|  |           |             |
|  | Marcatori | 24’ Rodrigo |

#### Fase ad eliminazione diretta
| Arbitro: | Michael Oliver |

|                                          |           |               |
| Hateboer 16’, 62’ Iličić 42’ Freuler 57’ | Marcatori | 66’ Cheryshev |

| Arbitro: | Ovidiu Hațegan |

|                                    |           |                                        |
| Gameiro 21’, 51’ Ferrán Torres 67’ | Marcatori | 3’ (rig.), 43’ (rig.), 71’, 82’ Iličić |